# Jaskinia w Nasicznem II
Jaskinia w Nasicznem II (Jaskinia Dolna w Nasicznem) – najdłuższa i najgłębsza jaskinia polskich Bieszczadów. Wejście do niej znajduje się w dolinie Nasiczniańskiego Potoku, na południowo-wschodnim zboczu Jaskiniowej Góry, niedaleko Nasicznego, w pobliżu Jaskini w Nasicznem I, na wysokości 750 m n.p.m. Długość jaskini wynosi 60 metrów, a jej deniwelacja 17 metrów.

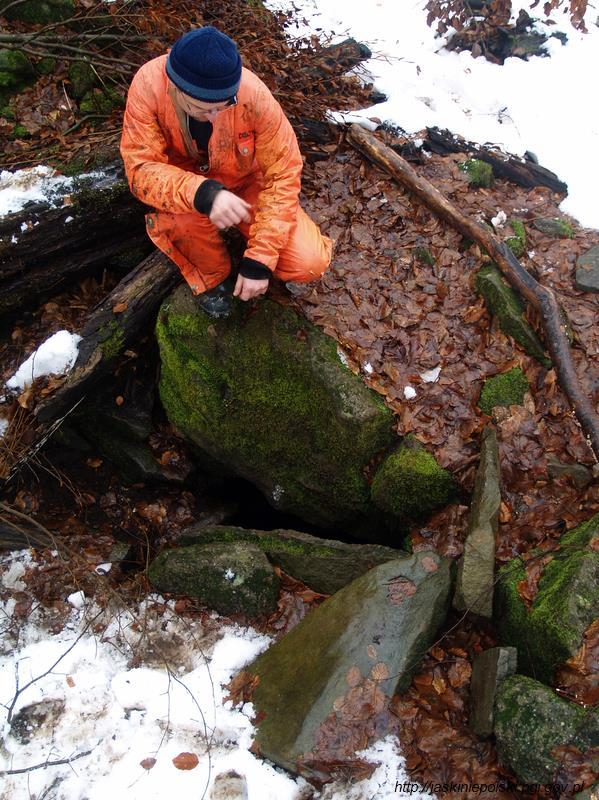
Otwór jaskini

## Opis jaskini
Jaskinia zaczyna się niewielką studzienką wejściową, z której dna odchodzi w dół 8-metrowy, niski korytarz. Prowadzi on do wąskiej Sali z Galerią. W jej górnej części znajduje się 4-metrowa szczelina, natomiast z dolnej odchodzi wysoki, szczelinowy korytarz prowadzący do niewielkiego prożka. Znajdują się tu trzy niewielkie studzienki. Stąd na wprost korytarz kończy się szczeliną nie do przejścia, natomiast studzienki prowadzą do dolnego ciągu jaskini.
Na ich dnie znajduje się 8-metrowy szczelinowy korytarz, który na lewo kończy się niewielką salką, na prawo dwoma szczelinami. Natomiast między południową i środkową studzienką znajduje się trudny zacisk za którym wąską szczeliną dochodzi się do 13-metrowego, wysokiego korytarza. Na prawo prowadzi on do Komory Gazowej. Znajdują się w niej dwa progi. Za południowym jest kilkumetrowy korytarz.

## Przyroda

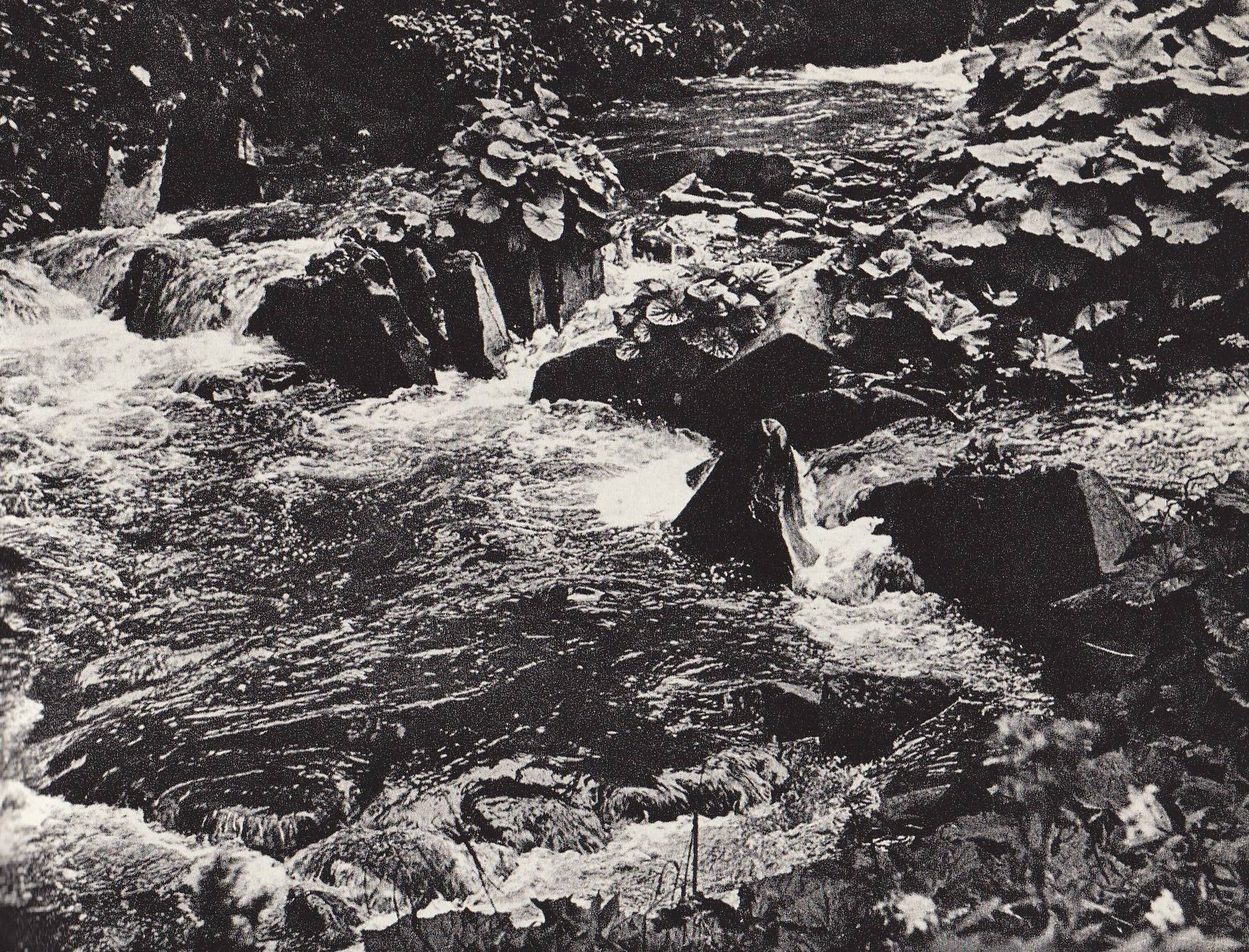
Potok Nasiczniański

Jaskinia jest typu osuwiskowego. Zamieszkują ją nietoperze. Ściany są wilgotne, na dnie występuje błoto.

## Historia odkryć
Jaskinię odkryli drwale w latach 70. XX wieku. Pierwszy jej opis i plan sporządzili T. Mleczek i B. Szatkowski w 1992 roku.